# Isaakskathedrale
Die Isaakskathedrale (russisch Исаа́киевский собо́р, offiziell собор преподо́бного Исаа́кия Далма́тского „Kathedrale des heiligen Isaak von Dalmatien“) ist eine ehemalige orthodoxe Kirche am Isaaksplatz in der russischen Stadt Sankt Petersburg. Der klassizistische Sakralbau wurde 1818 bis 1858 im Auftrag von Alexander I. nach Entwurf von Auguste de Montferrand errichtet. Sie ist mit 111 Metern Länge, 97 Metern Breite und 101,50 Metern Höhe die größte Kirche der Stadt und einer der größten Kuppelbauten der Welt. Der Durchmesser der vergoldeten Hauptkuppel beträgt 26 Meter. In der Kathedrale finden mehr als 10.000 Menschen Platz. Seit 1928 beherbergt sie das Staatliche Museum „Isaakskathedrale“.

## Geschichte

### Vorgängerbauten
Der Gedenktag des hl. Isaak von Dalmatien fiel mit dem Geburtstag Peters des Großen zusammen. Daher wurde bereits im Jahr 1707 kurz nach der Gründung von Sankt Petersburg mit dem Bau einer ersten Isaakskirche aus Holz begonnen. 1717 wurde die Holzkirche durch einen Steinbau ersetzt und als Kathedrale geweiht. Die Architekten waren Johann Georg Mattarnovi und Nikolas Härbel. 1735 wurde die Kathedrale durch Feuer zerstört.
1764 beauftragte Katharina II. den italienischen Architekten Antonio Rinaldi mit dem Bau einer dritten Isaakskathedrale. 1790 verließ Rinaldi Russland, ohne sein Werk vollendet zu haben. Der Bau kam ins Stocken und wurde 1796 eingestellt. 1798 unternahm Vincenzo Brenna einen Versuch, die Kathedrale fertigzustellen, musste jedoch aus Kostengründen auf vier von fünf geplanten Kuppeln und auf den Glockenturm verzichten. 1802 wurde die Kathedrale geweiht.

### Bau der heutigen Kathedrale
Nach dem Sieg über Napoleon I. im Vaterländischen Krieg wollte Alexander I. die Isaakskathedrale zu einem Nationaldenkmal umgestalten. Er schrieb 1816 einen Architektenwettbewerb aus, den der Franzose Auguste Ricard de Montferrand für sich entscheiden konnte. 1818 begannen die Bauarbeiten. Zunächst wurde der Vorgängerbau teilweise abgebrochen; nur der Altarraum blieb bestehen. In den nächsten Jahren wurde der sumpfige Bauplatz fundamentiert. Dazu wurden etwa 11.000 Baumstämme in die Erde gerammt.
Von 1822 bis 1825 wurden die Bauarbeiten auf Drängen der Akademie der Künste eingestellt, da es zu statischen Problemen gekommen war. Zudem wurde Montferrands fachliche Kompetenz angezweifelt. Montferrand verstand es jedoch, seine Gegner mit einem überarbeiteten Entwurf zu überzeugen. 1827 waren die Arbeiten am Fundament abgeschlossen. 1828 erfolgte die Fertigstellung der Unterkirche und von 1828 bis 1830 die Aufstellung der 48 Portikus-Säulen (je 17 Meter hoch).

1835 kam es aufgrund von weiteren statischen Problemen zu einer erneuten Planänderung. Die Errichtung der 101 Meter hohen Hauptkuppel zog sich von 1837 bis 1841 hin. Sie war die erste große Kuppel in Metallbauweise weltweit. Der Innenraum wurde 1848 bis 1858 vollendet. Die Fertigung der eisernen Bauglieder realisierte die St. Petersburger Gießerei und Maschinenbauanstalt von Charles Baird.

Der Aufbau
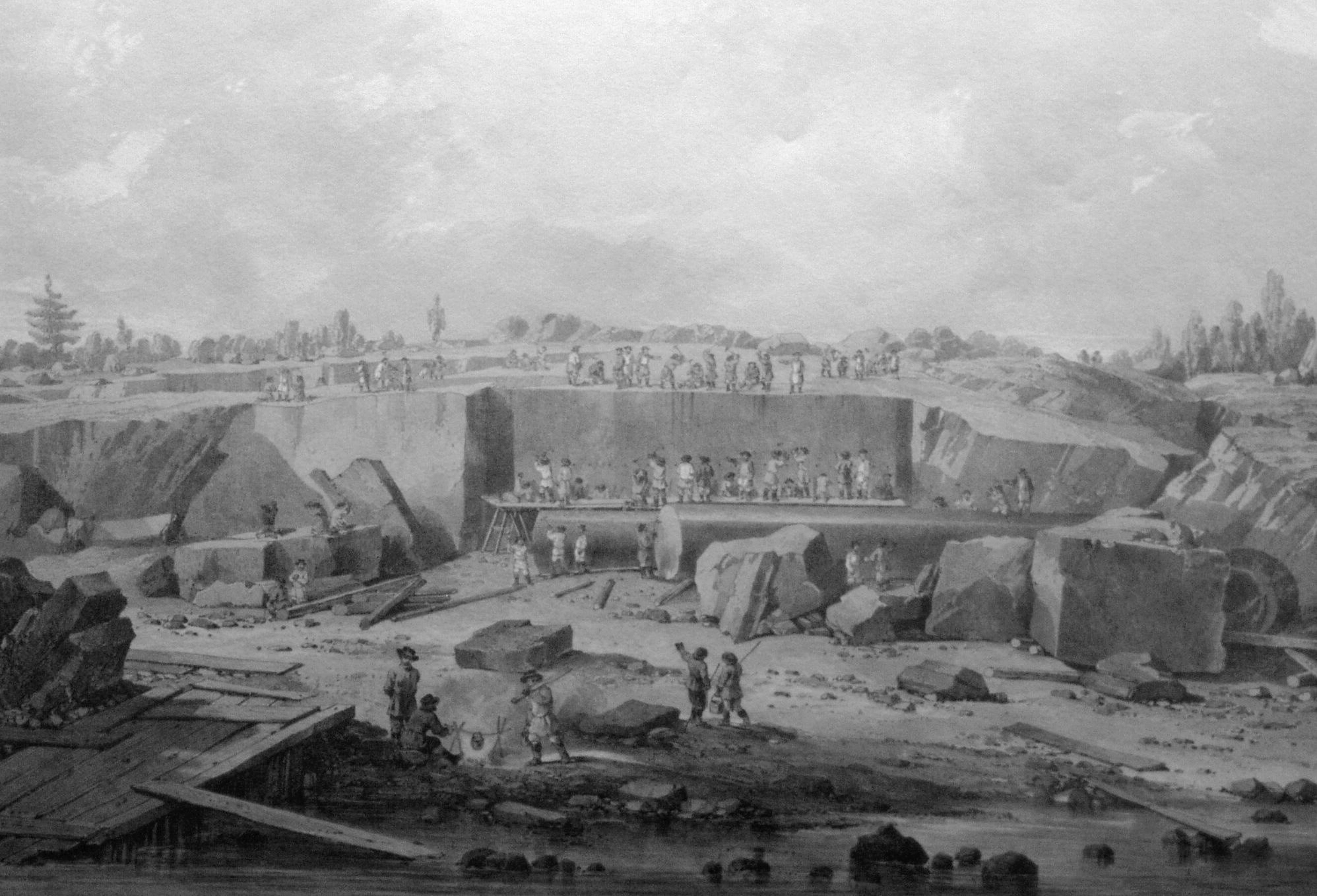
Brechen der Säulen aus dem Steinbruch
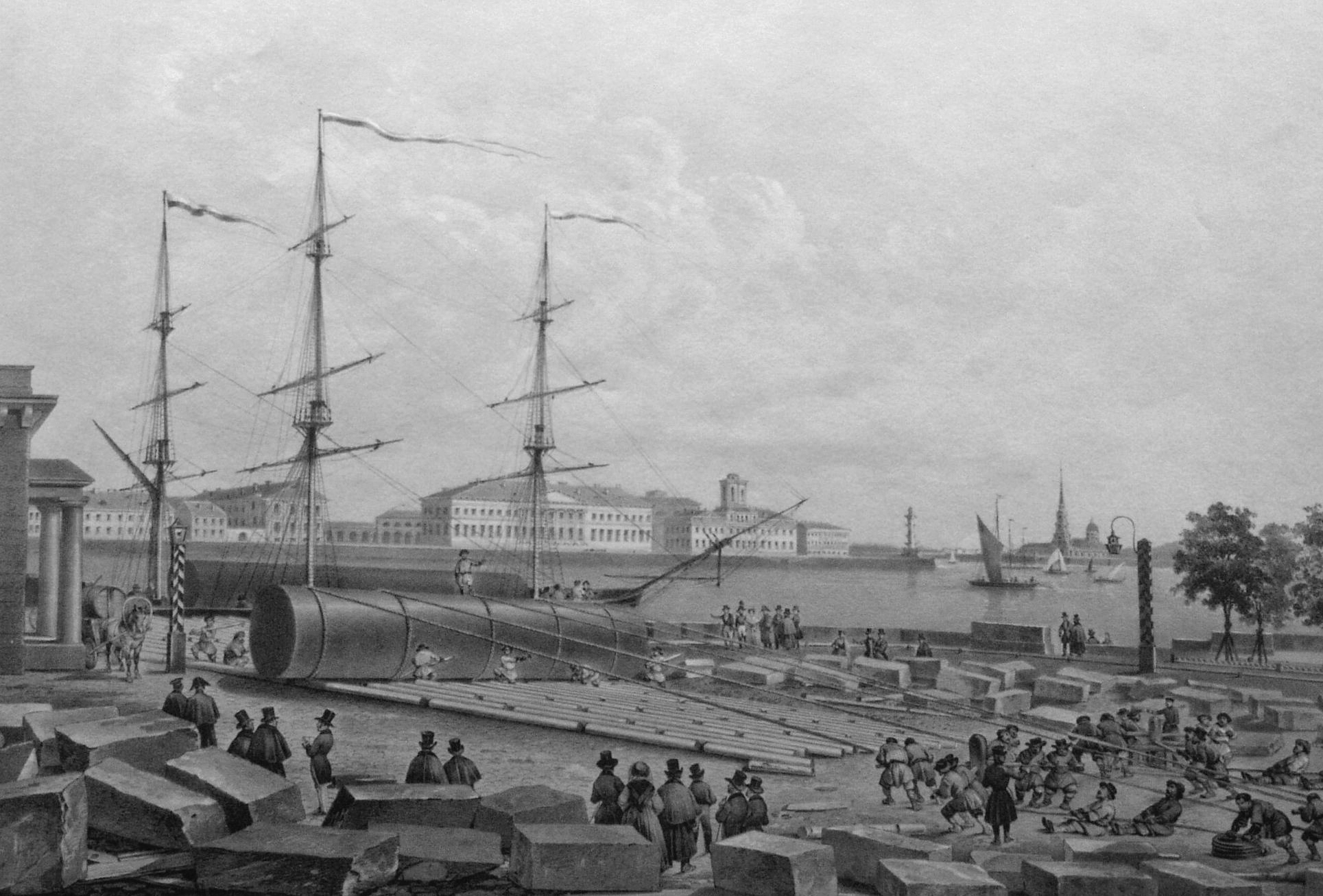
Transport der Säulen zur Baustelle
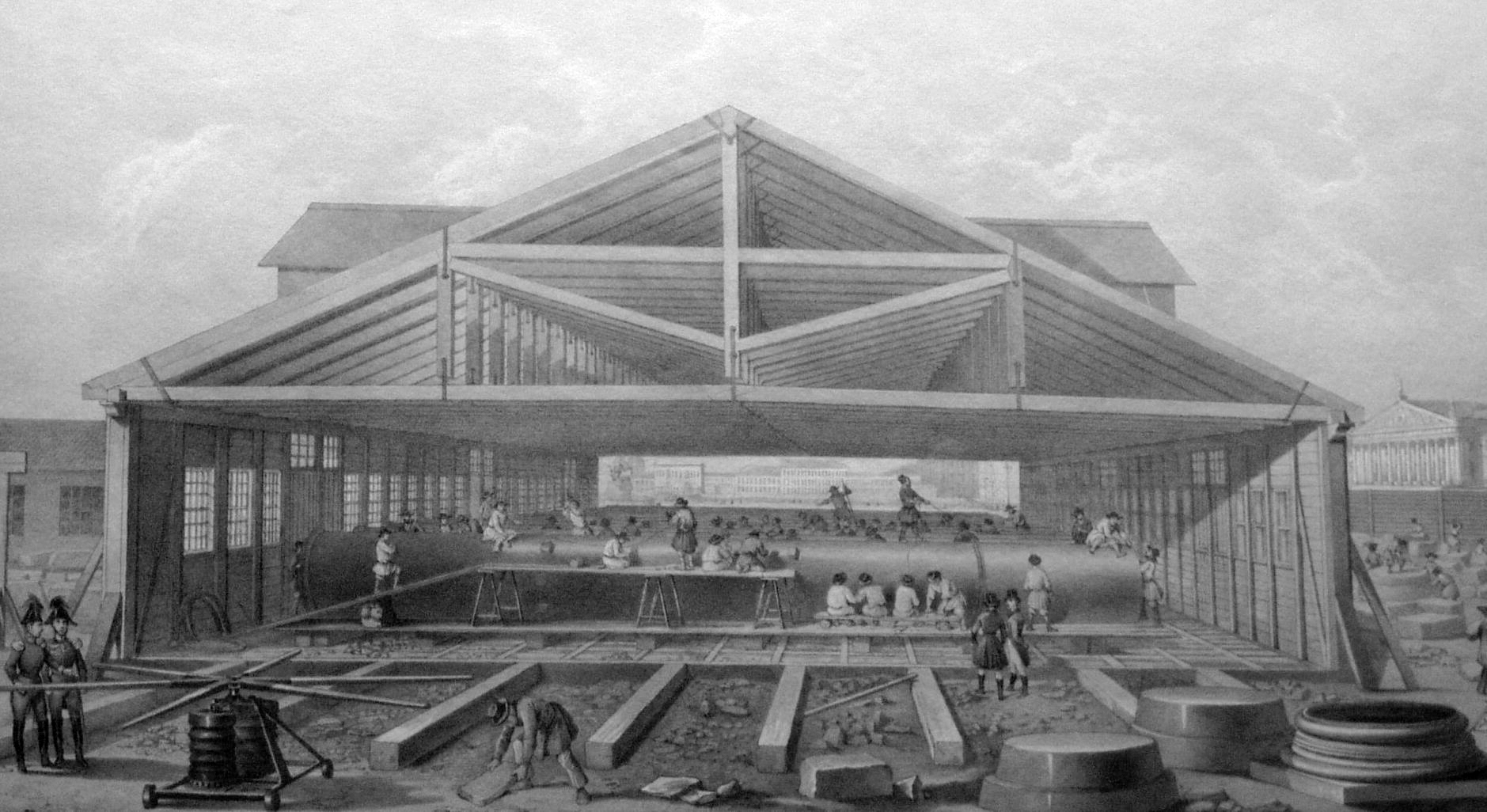
Feinarbeiten an den Säulen vor Ort
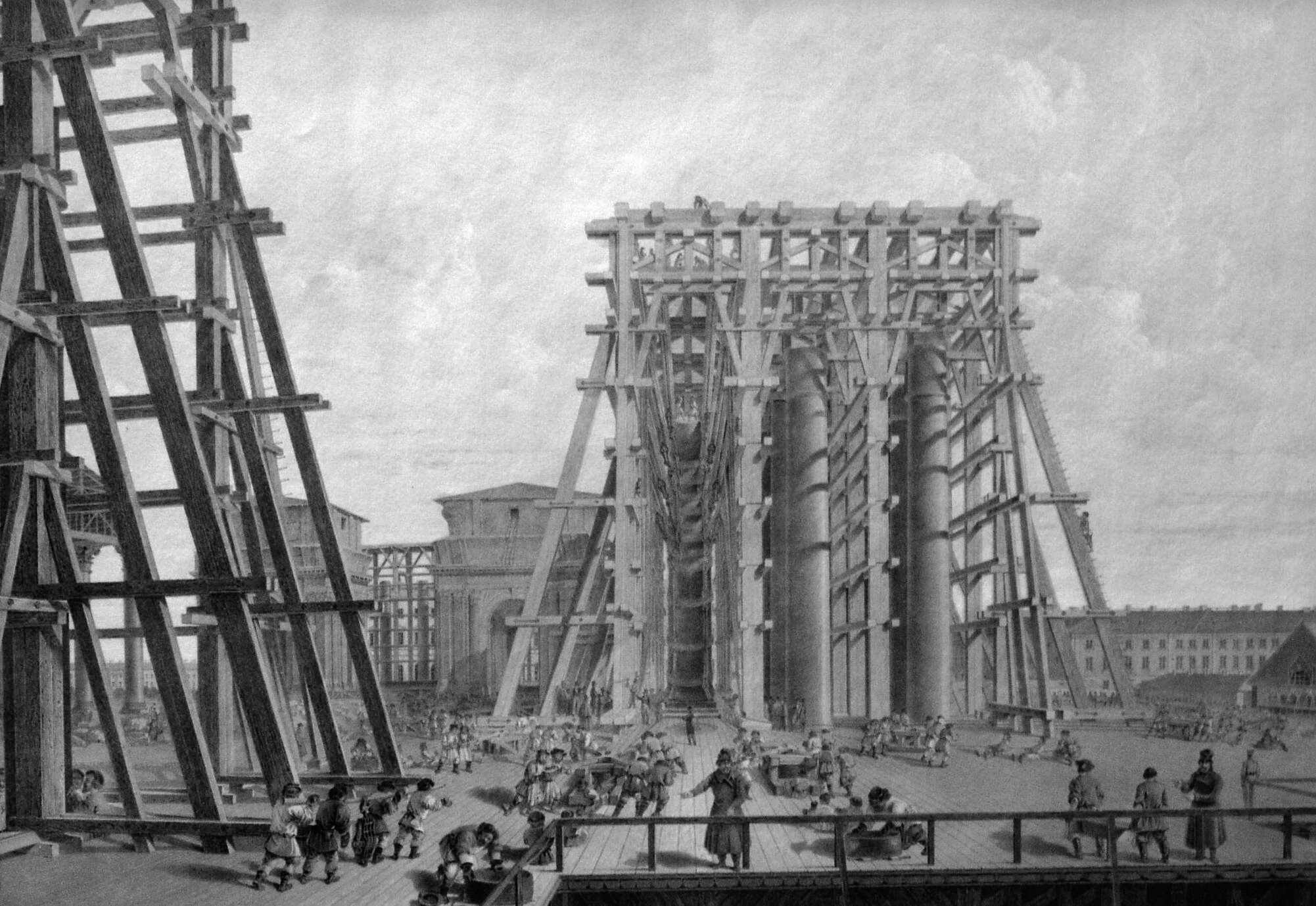
Aufstellen der Säulen an der Kathedrale

### Die Kathedrale nach der Oktoberrevolution
Nach der Oktoberrevolution wurden in der Isaakskathedrale bis 1928 Gottesdienste abgehalten. Danach wurde in der Kirche ein antireligiöses Museum eingerichtet, das 1931 seine Pforten öffnete. Damals wurde ein 91 Meter langes Foucaultsches Pendel in die Kuppel gehängt. Im Zweiten Weltkrieg diente die Isaakskathedrale als Depot für Kunstgegenstände aus den um Leningrad liegenden Zarenresidenzen. 1942 wurden die fünf vergoldeten Kuppeln mit einem grünen Tarnanstrich überzogen. Die Kathedrale hatte dennoch erheblich unter dem deutschen Artilleriebeschuss während der Leningrader Blockade zu leiden.
Nach dem Krieg begannen aufwändige Restaurierungsarbeiten. Die Restaurierung war 1960 abgeschlossen. Mit der zunehmenden Religionsfreiheit in der Sowjetunion konnte erstmals 1990 wieder ein Gottesdienst abgehalten werden. Eine erneute Restaurierung erfolgte in den Jahren 1994 bis 2003. Heute werden an hohen Feiertagen Gottesdienste in der Isaakskathedrale zelebriert. Im Jahr 2018 besuchten insgesamt 18.000 Gemeindemitglieder einen der zweimal täglich statt findenden Gottesdienste nebst 2,4 Millionen Touristen.
Am 10. Januar 2017 verkündete der Gouverneur von St. Petersburg Georgi Sergejewitsch Poltawtschenko, dass die Kathedrale der Russischen Orthodoxen Kirche zurückgegeben werden solle. Umgehend kam es zu Protesten gegen diese Absicht und bis Januar 2019 gab es keinen entsprechenden Antrag der ROK. Laut Umfragen gibt es in einer deutlichen Mehrheit der Bevölkerung keine Unterstützung für einen solchen Übertrag.

## Außenbau

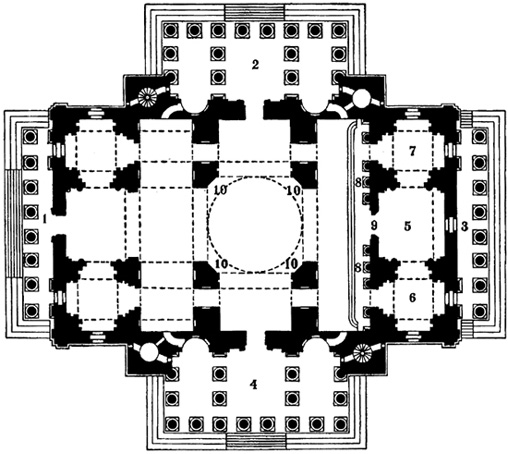
Grundriss.
Rechter Bildrand = Nordost

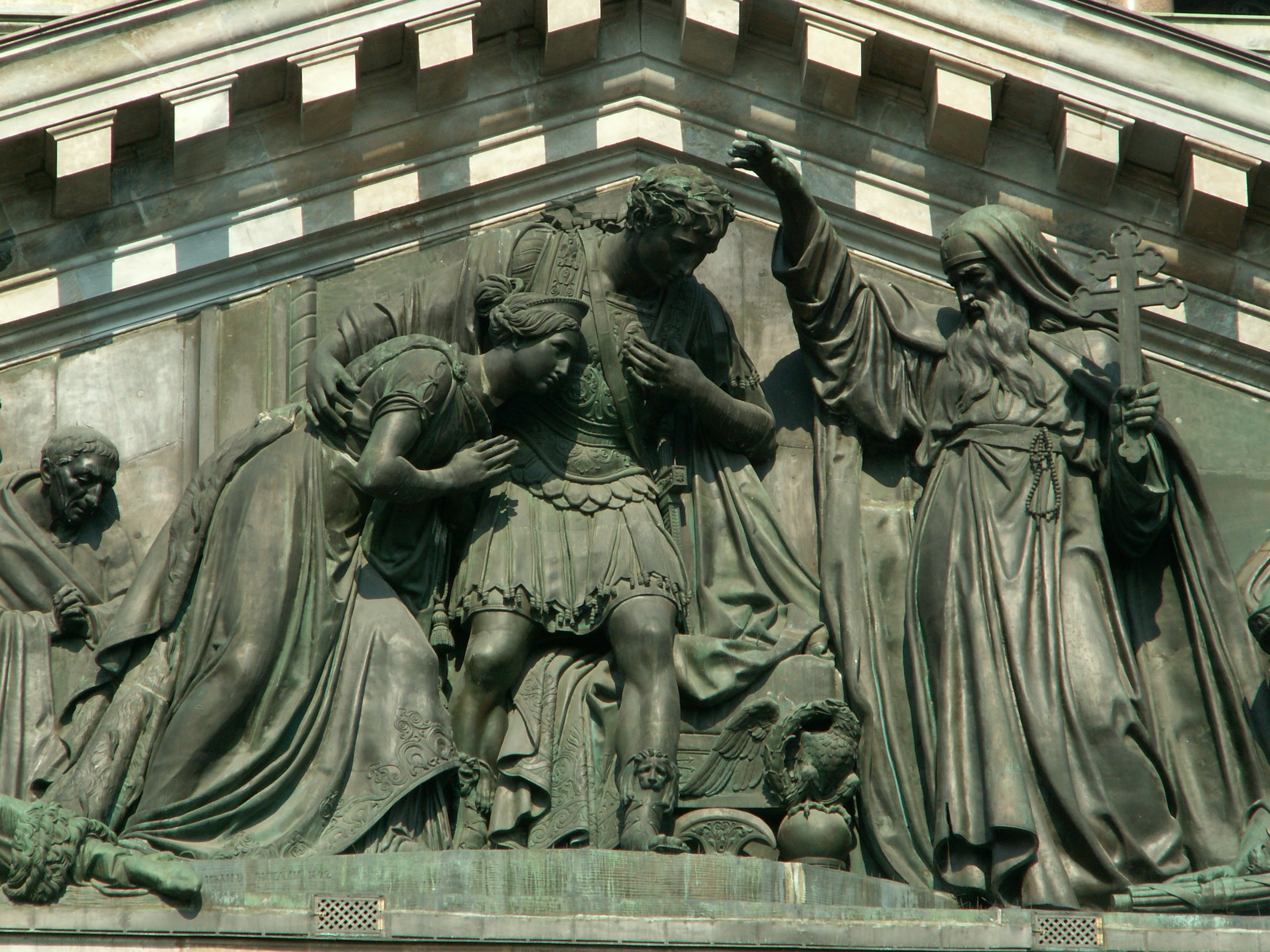
Westliches Giebelrelief

Der Kernbau hat einen rechteckigen (liturgisch nach etwa Nordost ausgerichteten) Grundriss, wirkt aber von außen wie eine Kreuzkuppelkirche, da die seitlichen Säulenportiken weiter hinausgeschoben sind; sie sind auch etwas breiter und dienen mit ihren Vorhallen, die dem Pantheon in Rom nachgebildet sind, als Haupteingang zum Platz hin beziehungsweise als Ausgang zur Newa hin.

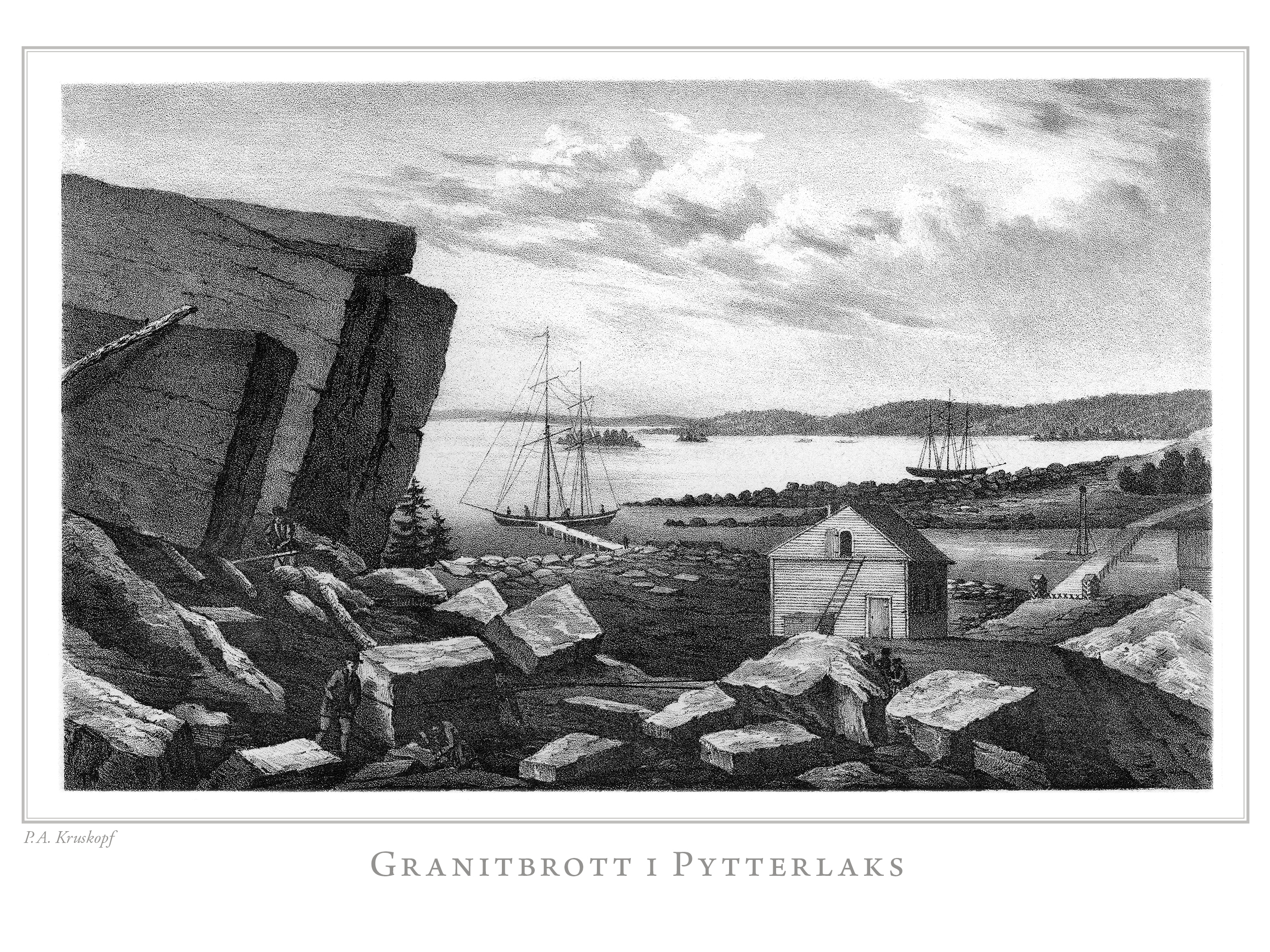
Granitblöcke aus Pytterlaks, illustriert in Finland framstält i teckningar

Den Außenbau gliedern insgesamt 112 Säulen aus rotem, poliertem finnischen Granit, deren 48 untere jeweils 114 Tonnen wiegen und mit bronzenen Kapitellen und Basen kombiniert sind. Bedeutend sind die vier großen Giebelreliefs, von Iwan Vitali und Francois Lemaire geschaffen. Das südliche zeigt „Die Anbetung der Könige“ von Iwan Vitali, das östliche den „Hl. Isaak von Dalmatien, dem Kaiser Valentian sein nahes Ende vorverkündend“. Das nördliche Giebelrelief zeigt die „Auferstehung Christi“, das westliche „Die Begegnung des hl. Isaak von Dalmatien mit dem Kaiser Theodosius“ – wobei Kaiser Theodosius mit den Gesichtszügen Alexanders I. ausgestattet ist.
Bedeutend sind auch die drei großen Bronzetüren, die in das Innere der Kathedrale führen. Das Westportal ist den Aposteln Petrus und Paulus gewidmet, das Nordportal dem hl. Isaak von Dalmatien und dem hl. Nikolaus von Myra, das Südportal dem hl. Wladimir und dem hl. Alexander Newskij.

## Kunstwerke im Innenraum
Im Inneren der Kirche befinden sich über 200 meist großformatige Gemälde und Mosaiken sowie zehn große Säulen aus Malachit und zwei aus Lapislazuli. Die Wände sind mit verschiedensten Marmorarten, Edel- und Schmucksteinen geschmückt. Insgesamt wurden 43 verschiedene Baustoffe benutzt, was der Kirche den Beinamen „Museum der russischen Geologie“ einbrachte. Alle beim Bau der Kathedrale verwendeten Materialien finden sich bei der im Inneren der Kirche stehenden Büste Montferrands wieder (geschaffen von Antonio Foletti).
Die Kathedrale wurde von Karl Brüllow (russ. Карл Па́влович Брюлло́в, 1799–1852), Fjodor Antonowitsch Bruni, Peter Bassin, Johann Konrad Dorner, Wassili Schebujew und Nikolaj Alexejew ausgemalt. Die 39 Gemälde der Attika stellen Szenen aus der Bibel dar, von der Erschaffung der Welt bis zur Kreuzigung Christi. Die 22 halbrunden Lünettenbilder zeigen Taten russischer Heiliger. Die Hauptkuppel schmückt das Gemälde „Gottesmutter in Ruhm“ von Karl Brüllow. Es zeigt die Gottesmutter Maria, umgeben von Heiligen, Aposteln und Evangelisten.

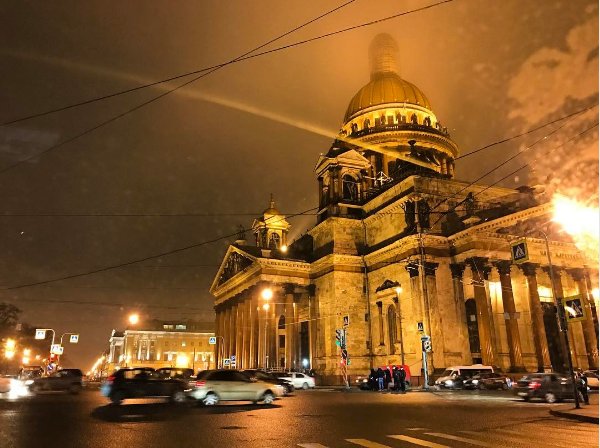
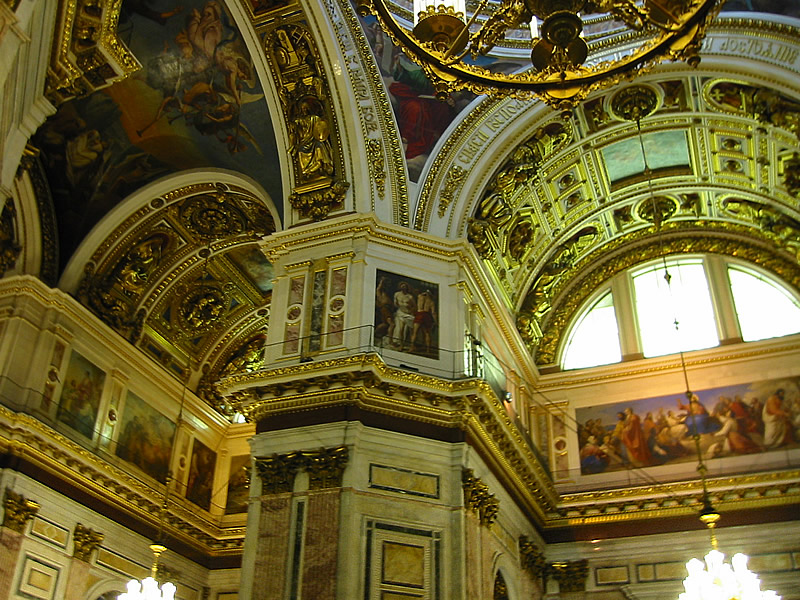
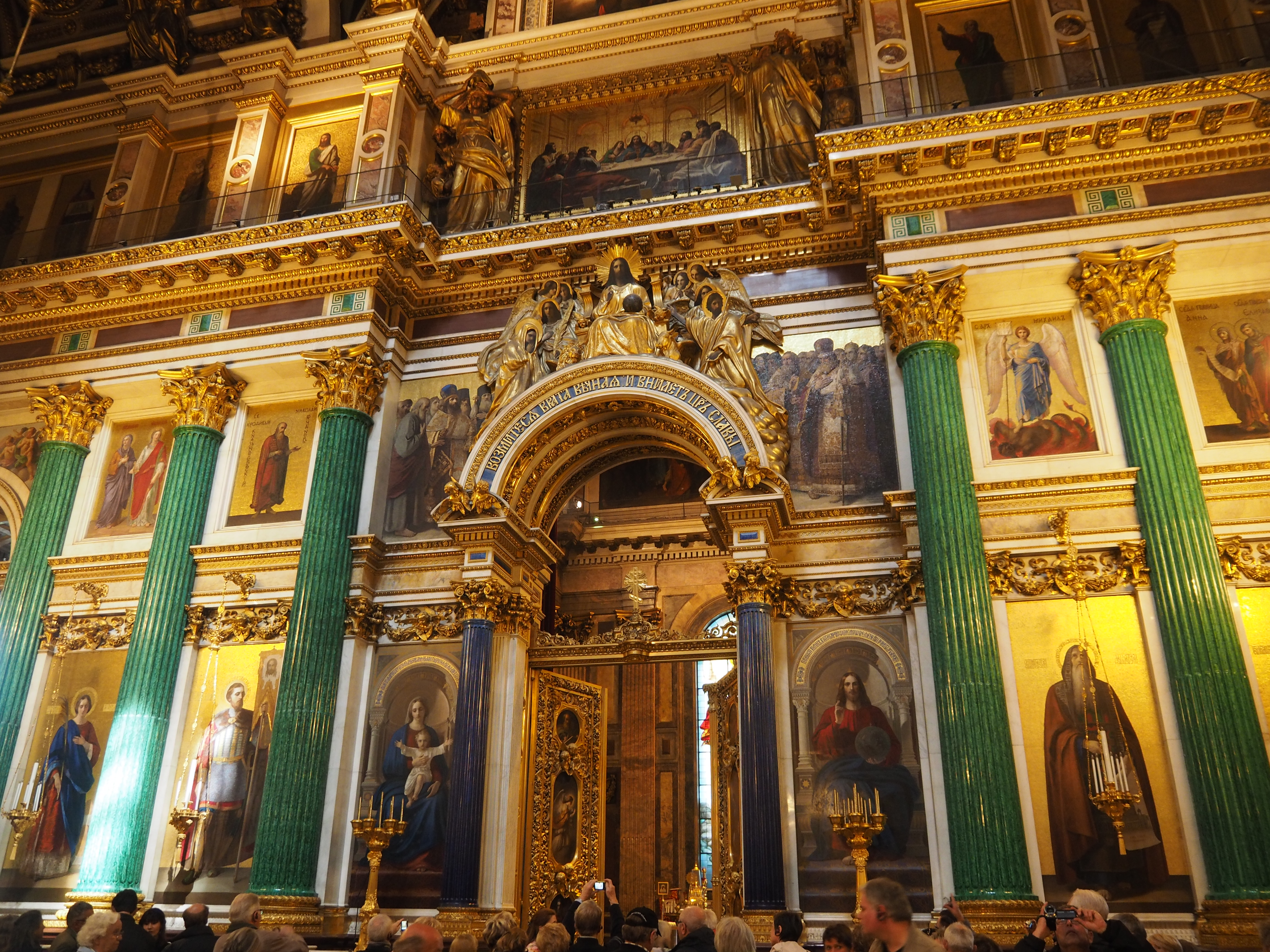
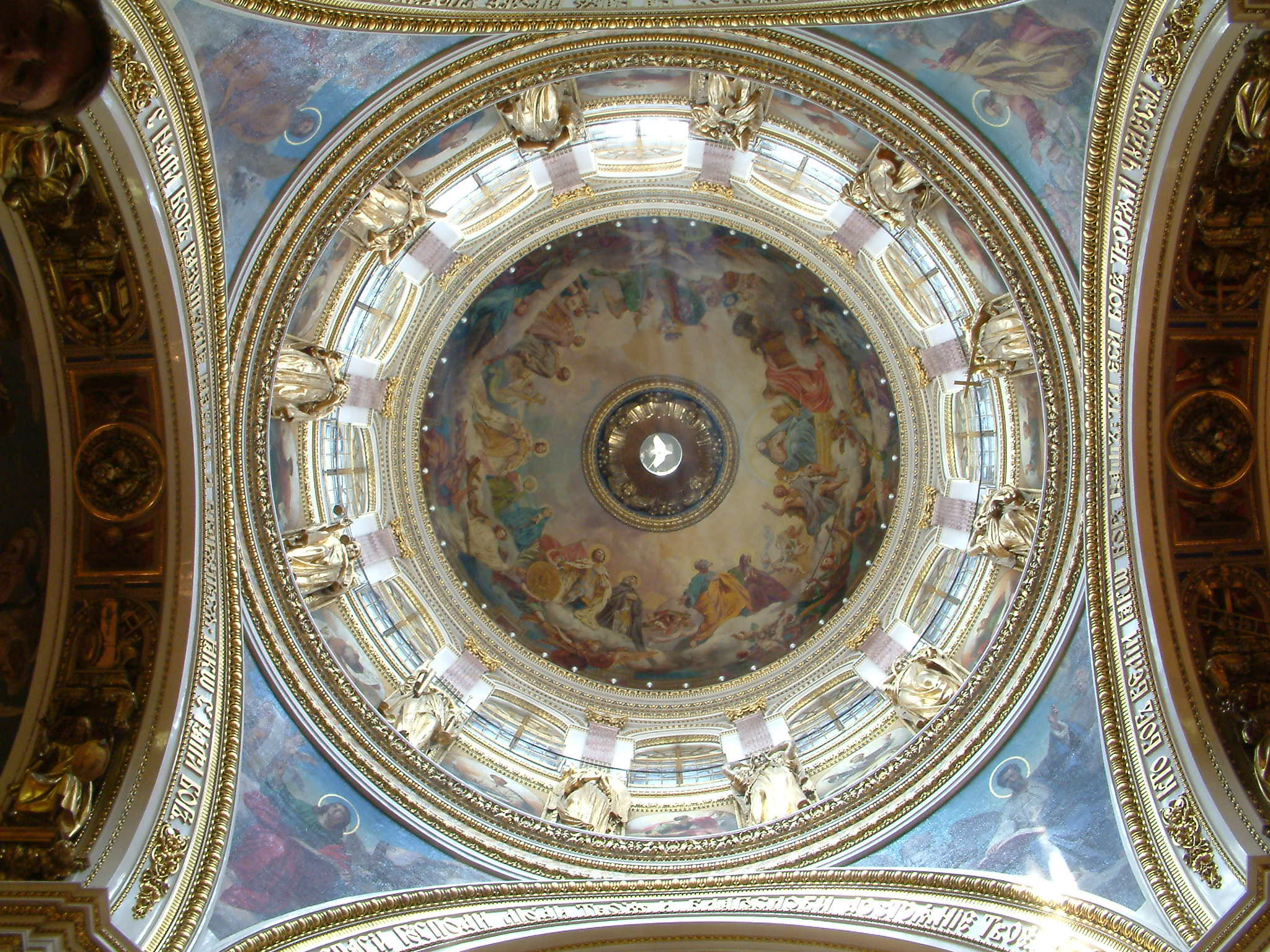
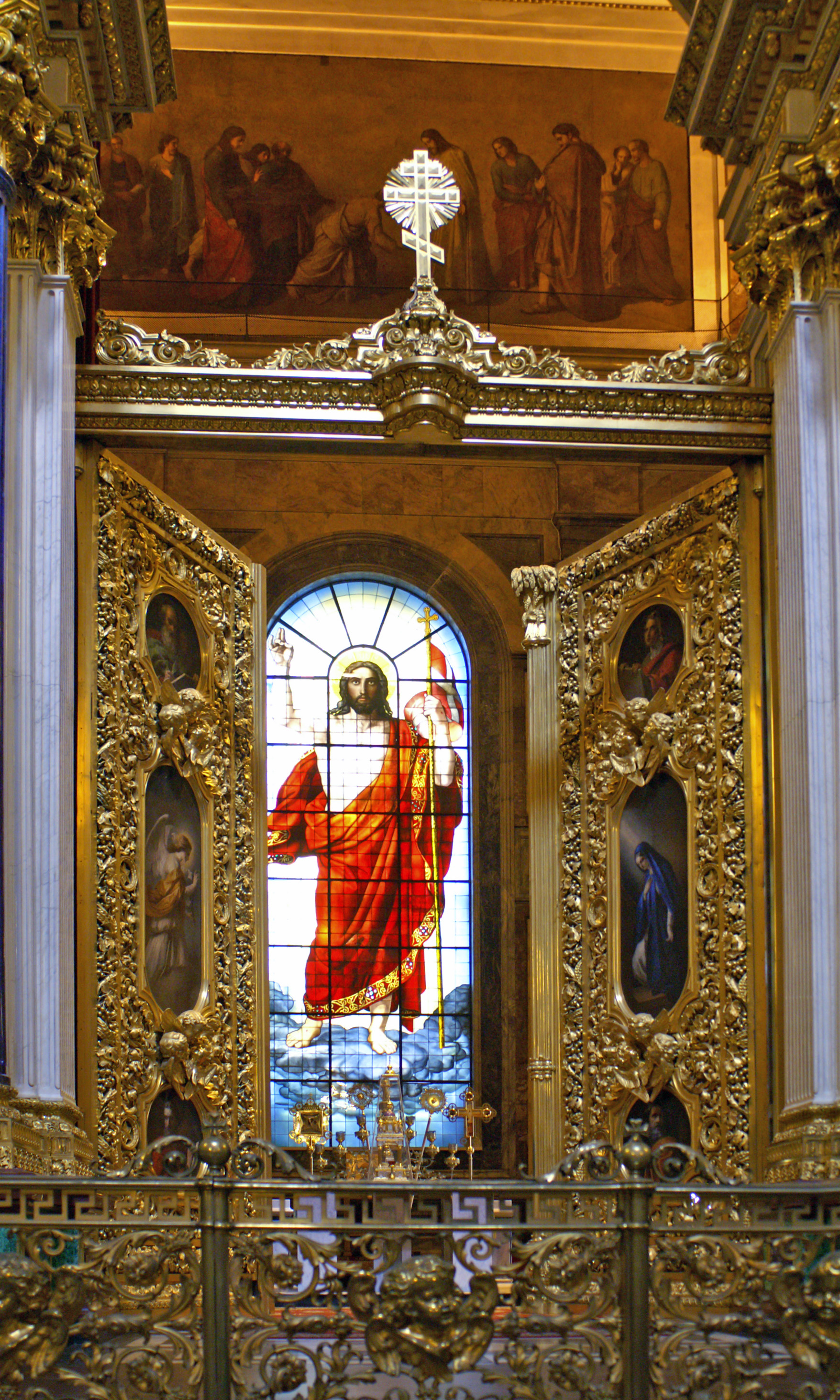
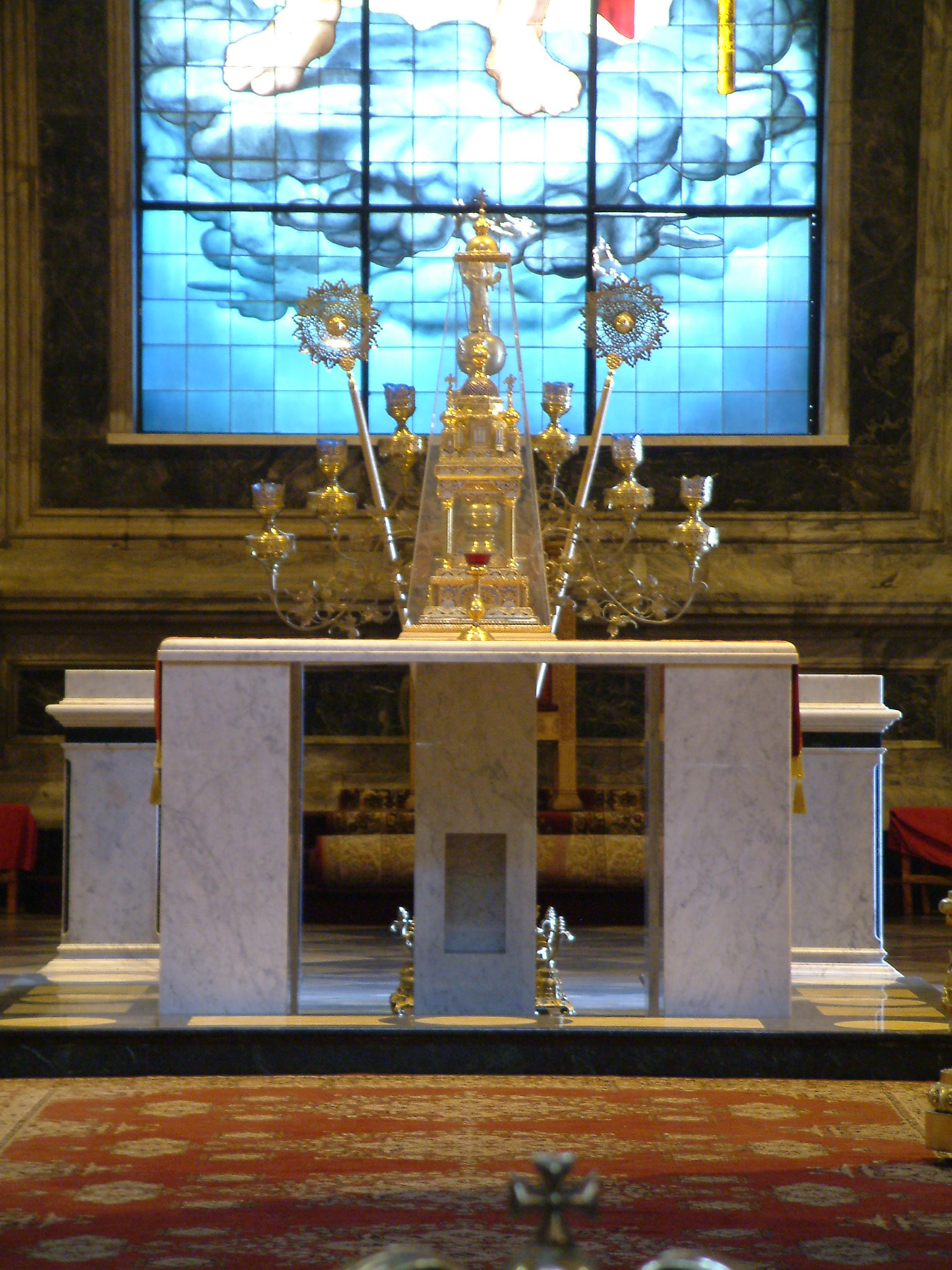
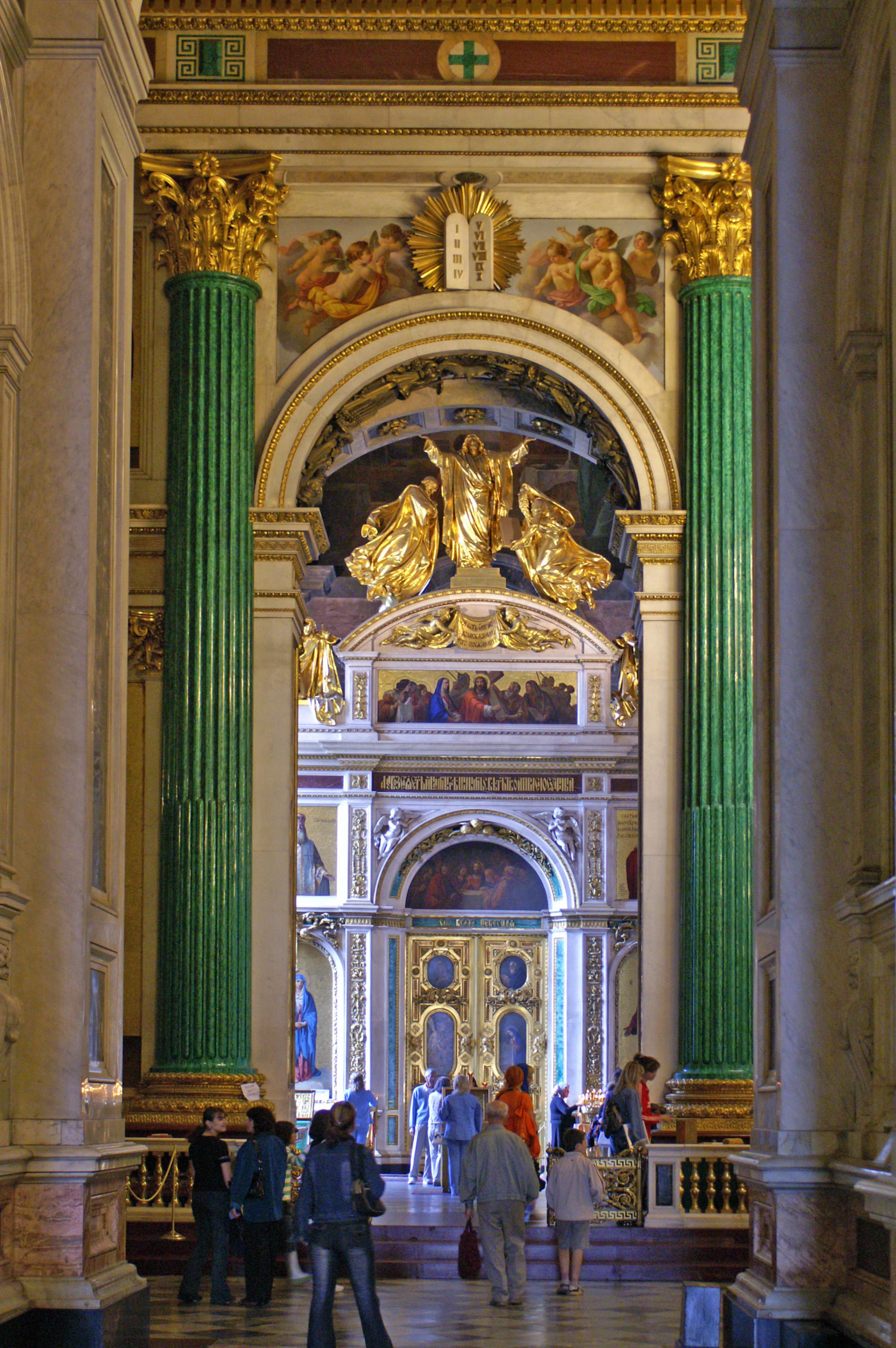
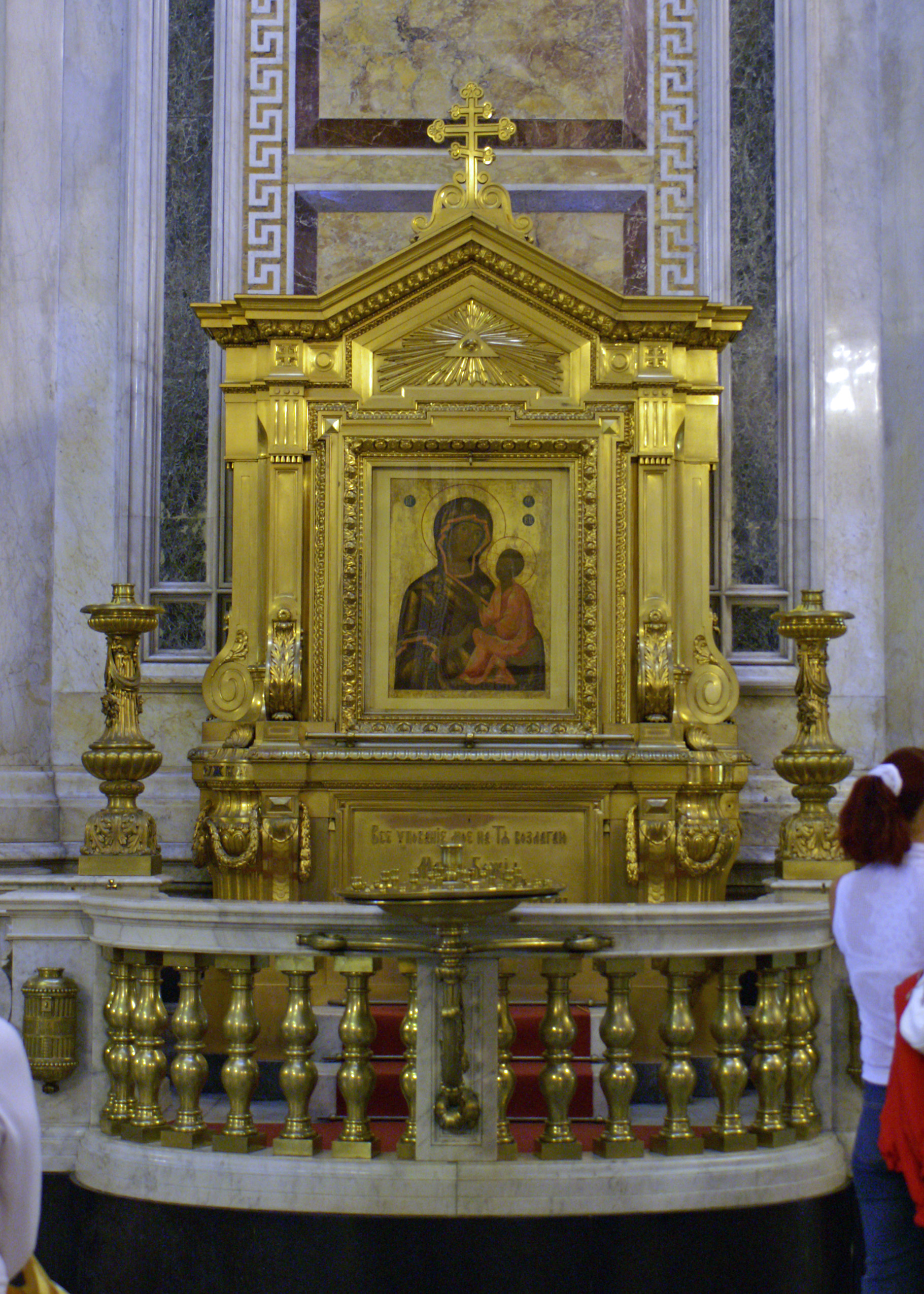